# ファンコーポレーション
株式会社ファンコーポレーション（英: FUN Corporation）はコンピューターゲームのソフト開発を主業務とする日本の企業。
かつてセガで「レンタヒーロー」などの開発に携わった社員が独立して2000年9月19日に合資会社スタジオフェイクとして設立された。
2006年5月1日、合同会社に組織変更。2010年1月23日に株式会社へ組織変更した。
2022年5月に商号を株式会社ファンコーポレーションへ変更、役員も変更された。

## 主なゲームタイトル
- カスタムロボ バトルレボリューション（開発全般、企画・デザイン・プログラム）
- 大玉（開発全般、企画・デザイン・プログラム）
- 真・三國無双DS ファイターズバトル（開発全般、企画・デザイン・プログラム）
- トメナサンナー（企画・開発全般）
- ザックとオンブラ まぼろしの遊園地（企画・プログラム・グラフィック）
- シェンムーIII（企画・プログラム作成協力）